# Topla (Bor)
Pour les articles homonymes, voir Topla.
Topla (en serbe cyrillique : Топла) est un village de Serbie situé dans la municipalité de Bor, district de Bor. Au recensement de 2011, il comptait 30 habitants.

## Démographie
| 1948 | 1953 | 1961 | 1971 | 1981 | 1991 | 2002 | 2011 |
| ---- | ---- | ---- | ---- | ---- | ---- | ---- | ---- |
| 245  | 266  | 247  | 239  | 211  | 154  | 100  | 30   |

|  |